# Frise Stoclet
Pour les articles homonymes, voir Stoclet.

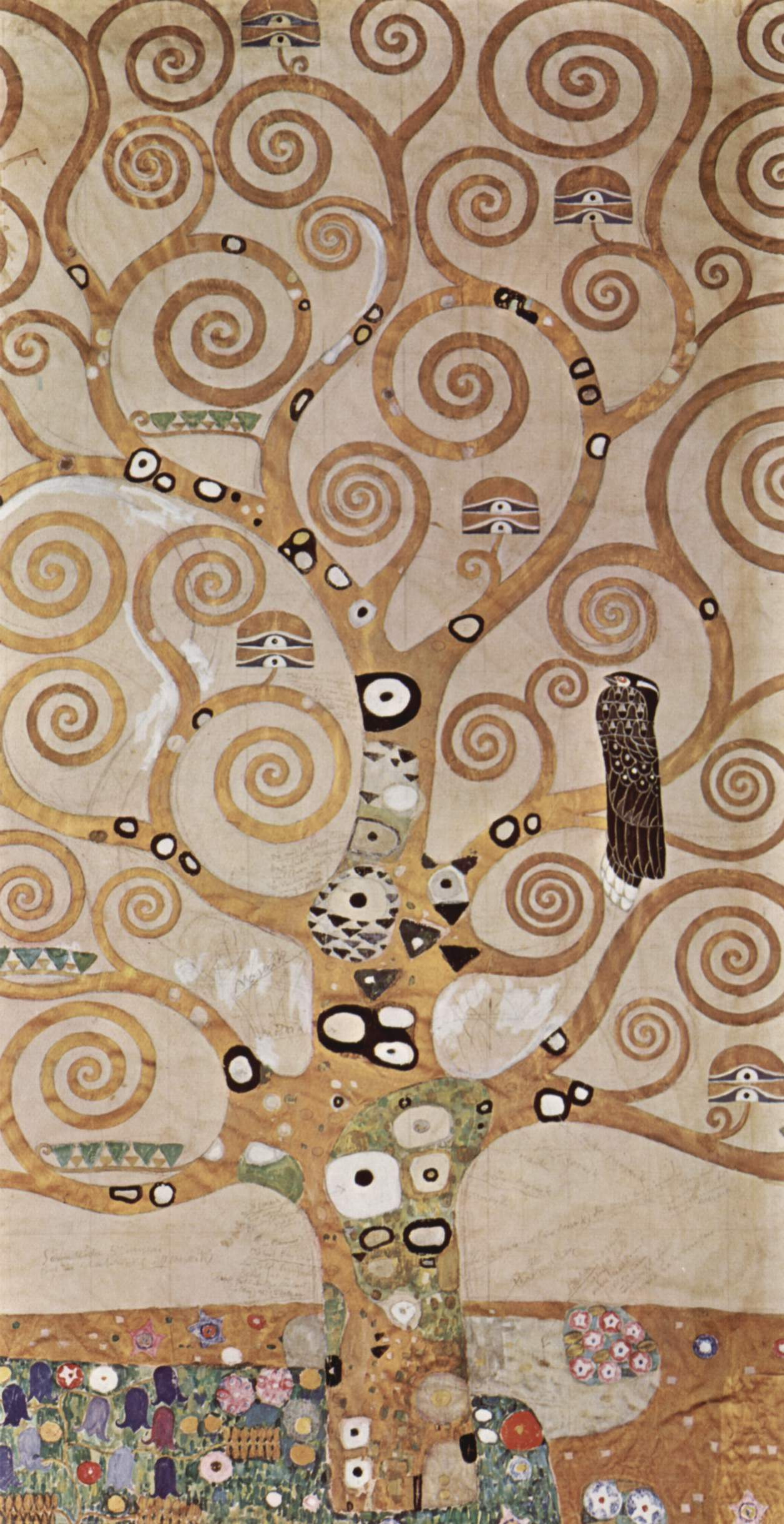
Détail de l' arbre de vie de la frise Stoclet

La Frise Stoclet est une série de trois mosaïques créées par le peintre autrichien Gustav Klimt pour une commande de 1905-1911 pour le palais Stoclet à Bruxelles. Les panneaux représentent un arbre de vie tourbillonnant, une figure féminine debout et un couple enlacé.

## Commission et affichage
Les mosaïques font partie d'une plus grande commande du financier belge Adolphe Stoclet et de son épouse Suzanne. Les Stoclet ont engagé l'architecte Josef Hoffmann et le collectif artistique Wiener Werkstätte pour concevoir, décorer et meubler un manoir spacieux avec des jardins à la française. Tous deux sont des collectionneurs d'art avec des goûts variés et éclectiques : leur collection comprenait des œuvres d'une gamme de périodes et de cultures, de l'Extrême-Orient au Nouveau Monde et comprenait des sculptures égyptiennes, des céramiques chinoises et des jades, des icônes byzantines et des bijoux, des miniatures de Perse et d'Arménie, ainsi que de nombreuses peintures médiévales occidentales. Les goûts divers de ses clients correspondaient bien à ceux de Klimt. L'historien de l'art M.E. Warlick note qu'il « a dû être ravi de constater que leur collection éclectique correspondait tellement à plusieurs de ses propres intérêts récents ». 
Les panneaux ont été commandés et placés le long de trois murs de la salle à manger du Palais, les deux plus grandes sections figuratives se faisant face le long des murs les plus longs de la pièce. Un panneau géométrique plus petit occupe le petit mur qui les sépare. Les motifs sont décorés avec une variété de matériaux de luxe, notamment du marbre, de la céramique, des carreaux dorés et de l'émail, ainsi que des perles et d'autres pierres semi-précieuses. 
Lorsqu'un groupe officiel d'architectes belges visita pour la première fois le palais Stoclet (1905-1911) à Bruxelles, le 22 septembre 1912, l'excitation parmi ses membres fut grande. Tout, du plan au sol du palais Stoclet à ses cuillères en argent, avait été conçu et exécuté par l'architecte autrichien Josef Hoffmann et les artistes et artisans de la Wiener Werkstätte (« Atelier viennois »). Au milieu des façades historicistes qui bordent l'élégante avenue de Tervuren, l'ensemble de la maison, du jardin et de l'intérieur - culminant dans la salle à manger avec la célèbre frise de L'Arbre de Vie de Gustav Klimt - a frappé les architectes belges comme appartenant à un autre monde. « Je pense que je suis sur la planète Mars ! » s'est exclamé un des architectes incrédules lors de sa visite.

## Galerie

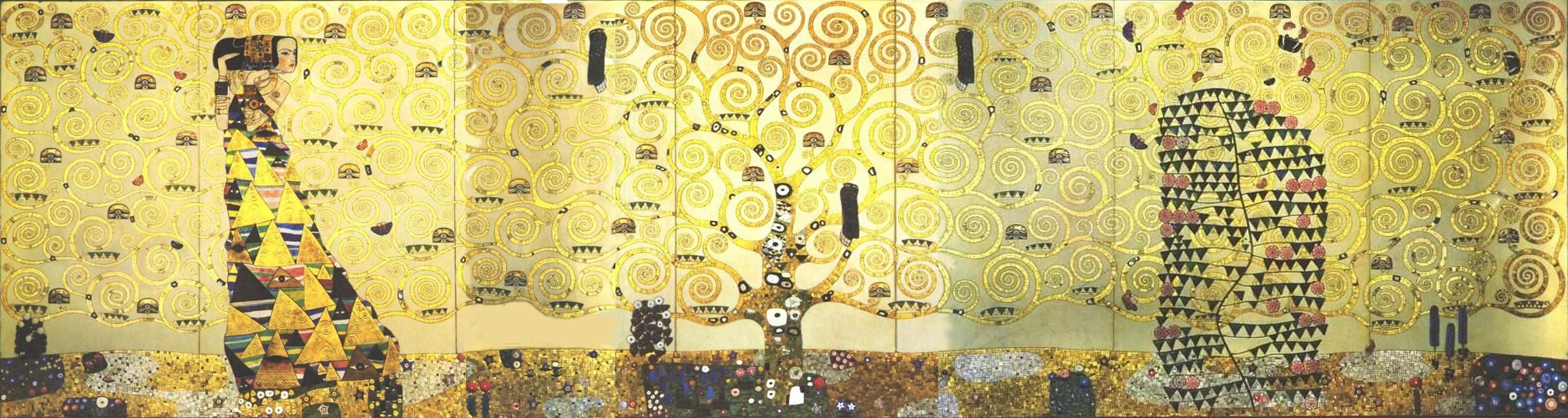
Le panneau de gauche

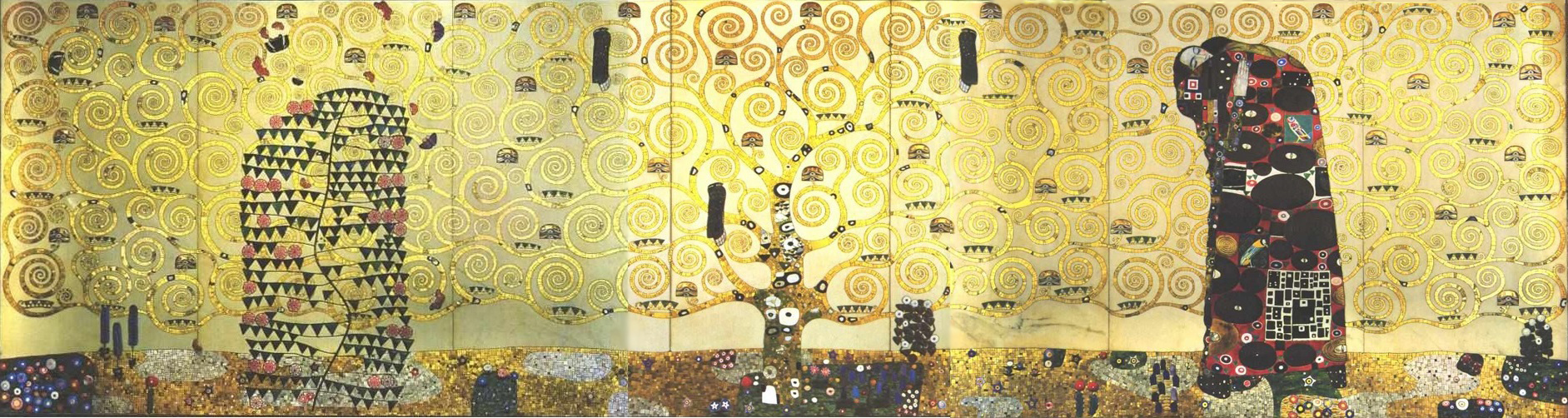
Le panneau de droite

Les trois mosaïques étaient à l'origine affichées sur trois murs séparés, la mosaïque Chevalier étant positionnée au centre et les mosaïques plus grandes, chacune centrée sur un motif d'Arbre de vie, positionnée sur les murs à gauche et à droite. 

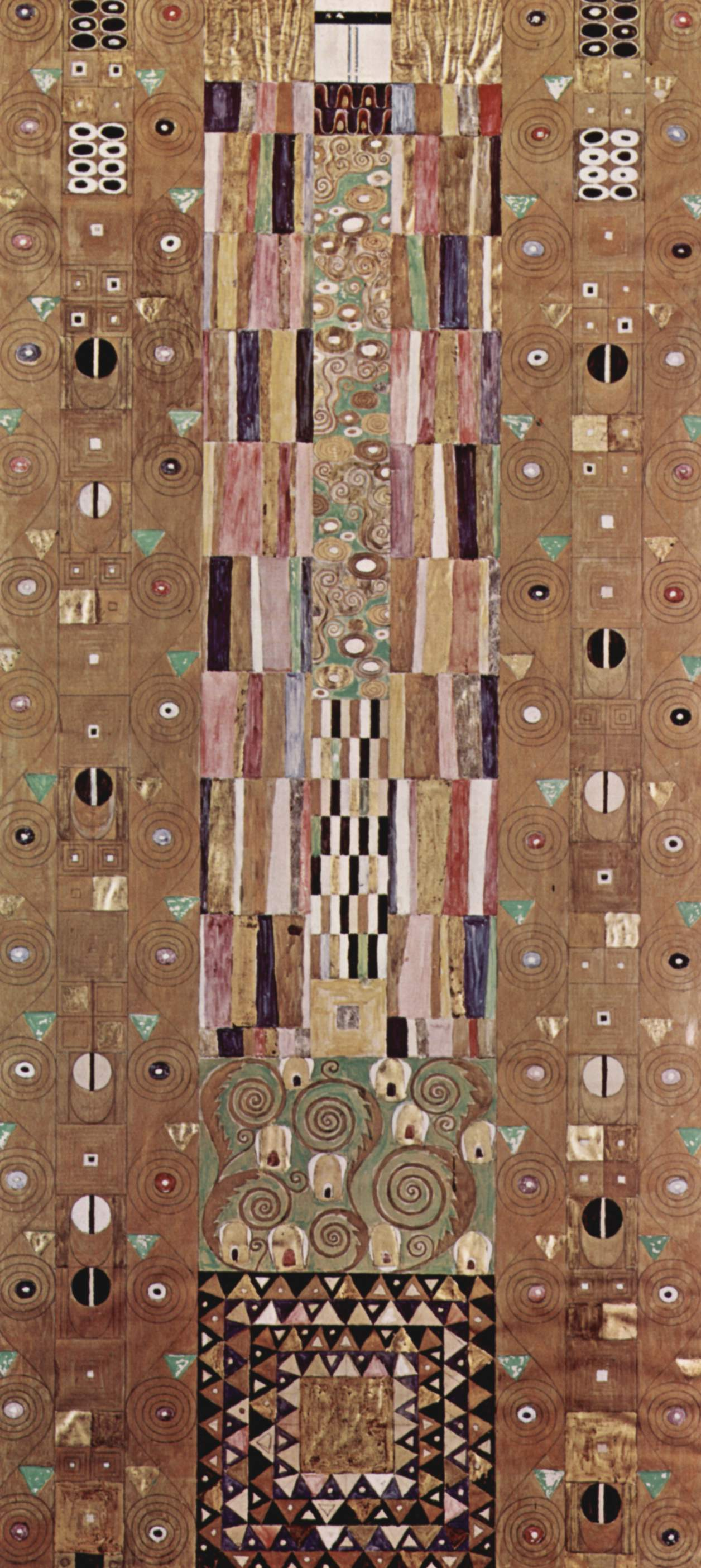
Le chevalier
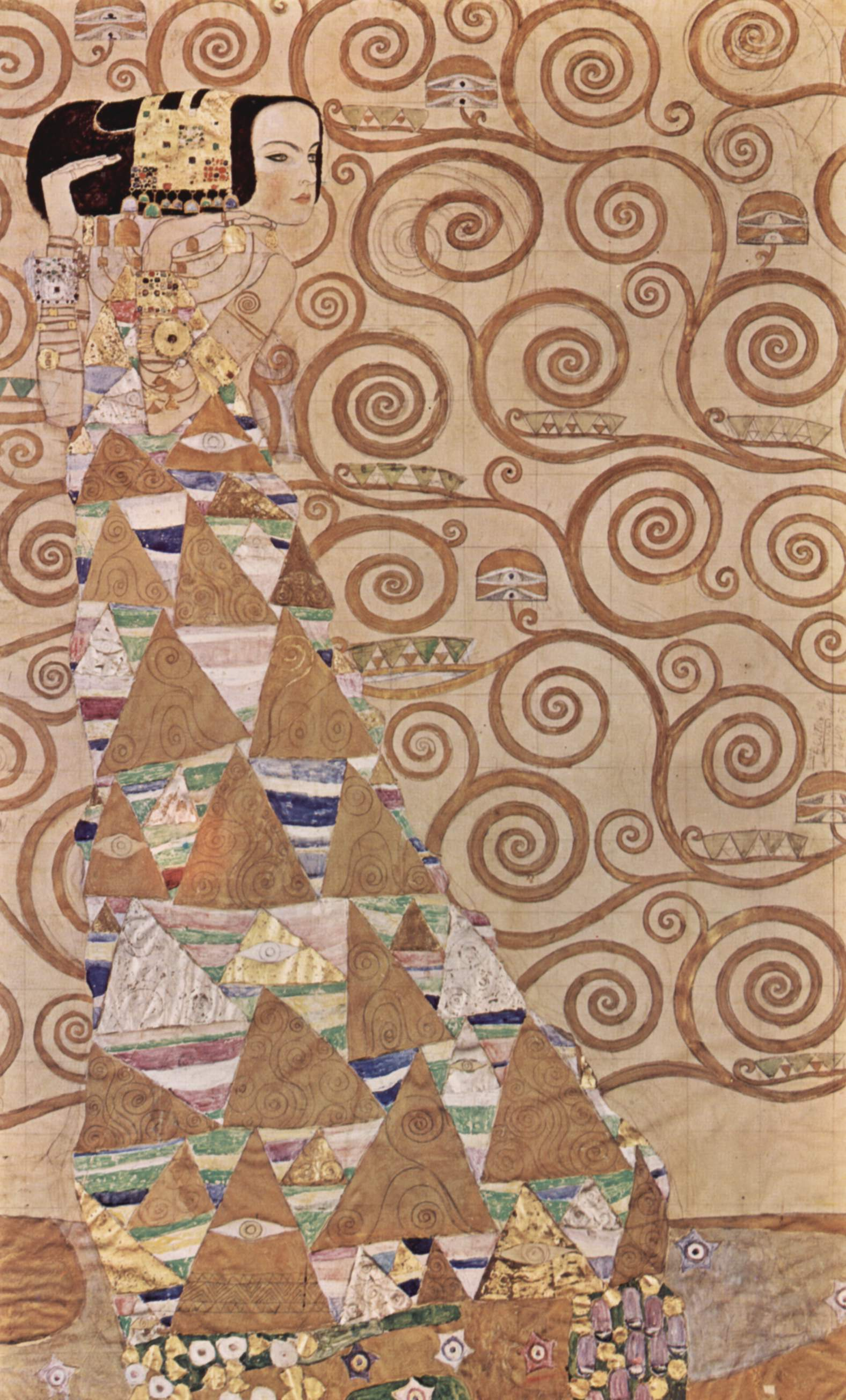
L'attente
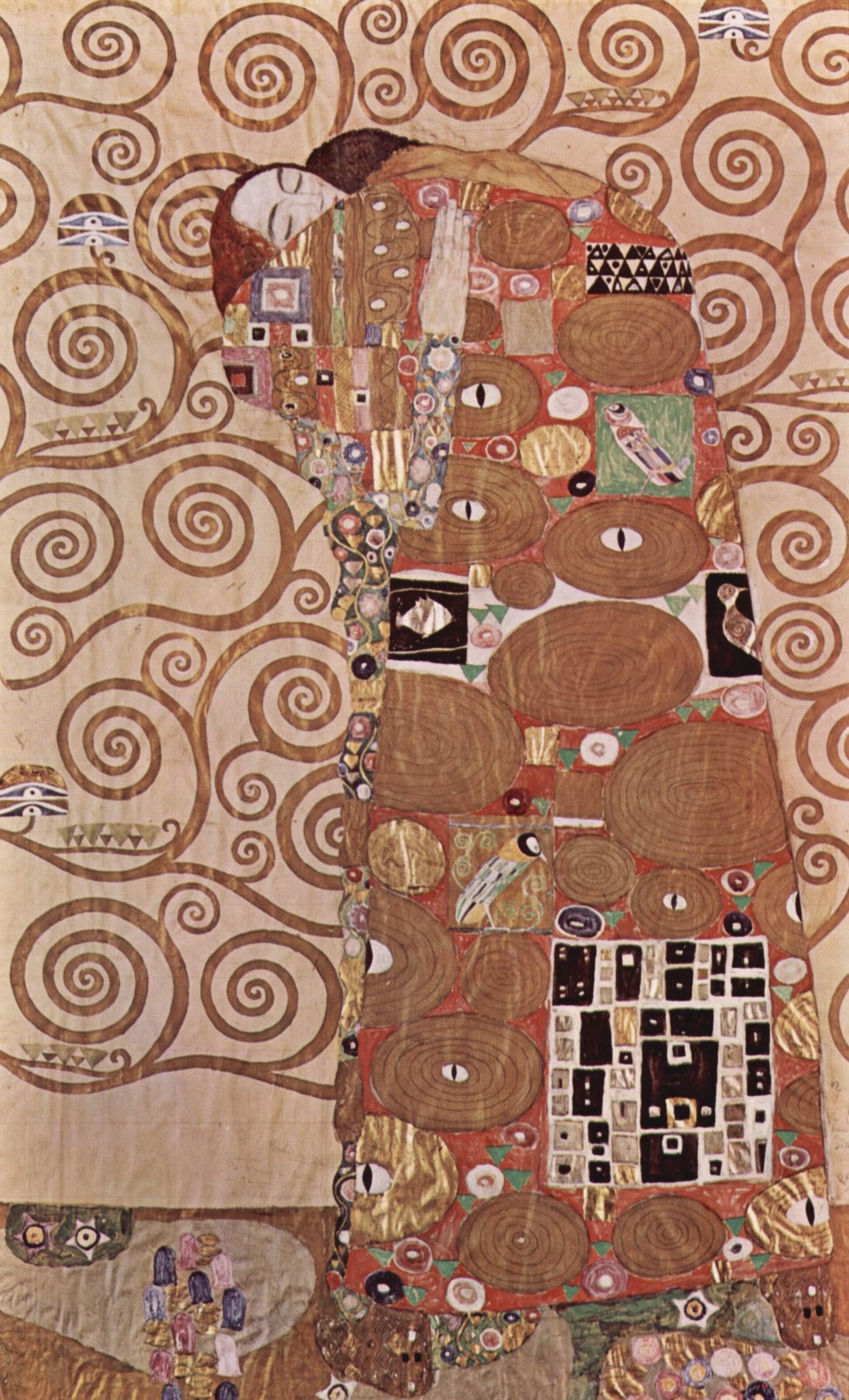
L'étreinte

## Voir également
- L'Arbre de Vie, Frise Stoclet